# Heimkehrerdenkmal (Wiener Neustadt)

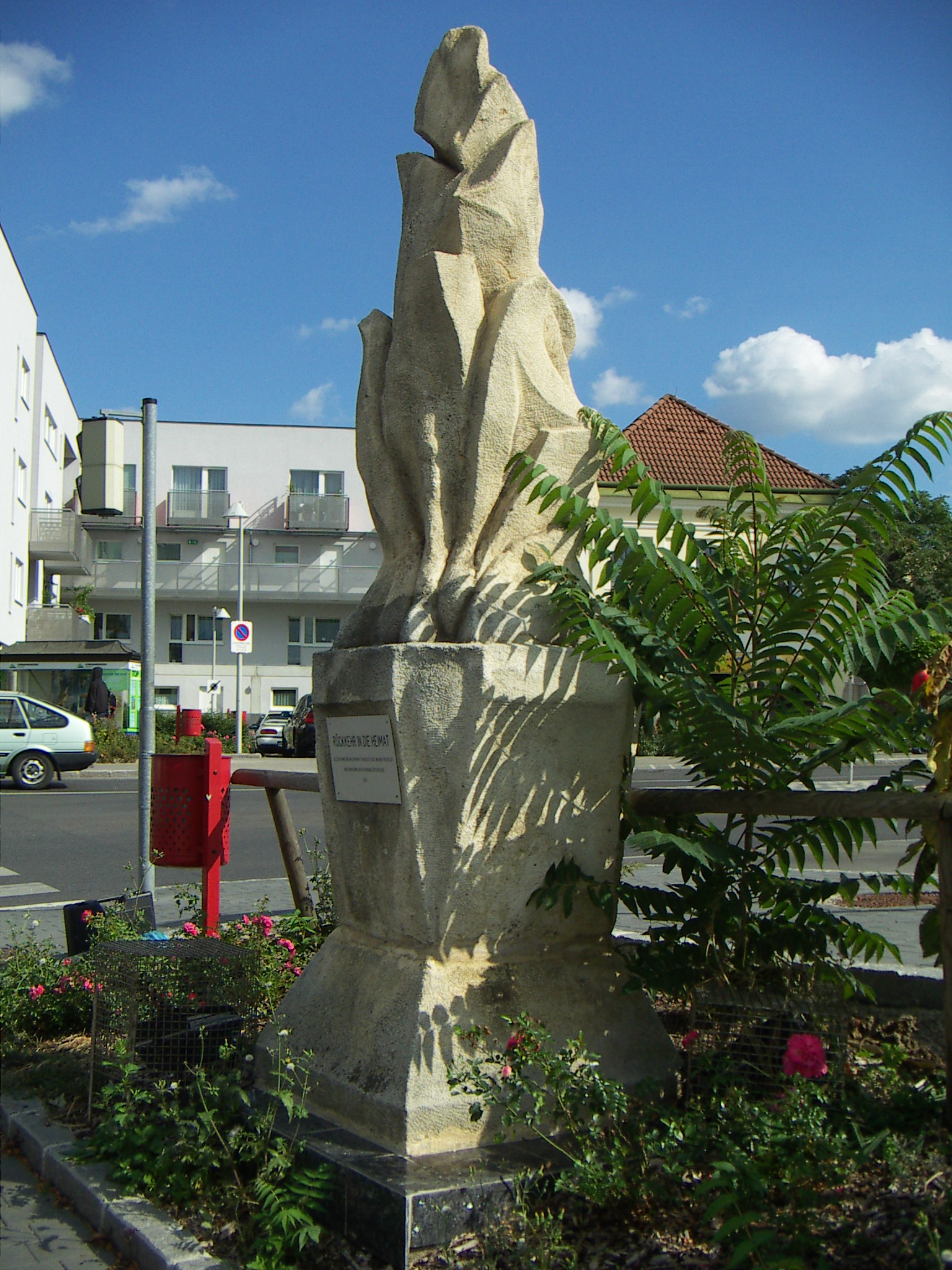
Rückkehr in die Heimat von Wilhelm Wurzer (1976)

Das Heimkehrerdenkmal steht in Wiener Neustadt auf dem Bahnhofsplatz an der Ecke Kollonitschgasse / Heimkehrerstraße.
Die vom Bildhauer und Obstlt. Wilhelm Wurzer geschaffene Skulptur aus Sandstein wurde im Jahre 1976 in Erinnerung an alle Heimkehrer aus dem Zweiten Weltkrieg errichtet. Insbesondere Heimkehrer aus Russland, circa 60.000, wurden am Bahnhof in Wiener Neustadt den österreichischen Behörden übergeben.